# Wilkie Collins
William Wilkie Collins (Londres, 8 de gener de 1824 - 23 de setembre de 1889) va ser un escriptor anglès de l'època victoriana, contemporani i amic de Charles Dickens. Va ser molt popular en la seua època i va escriure 27 novel·les, més de 50 narracions curtes, almenys 15 obres teatrals i més de 100 assaigs.

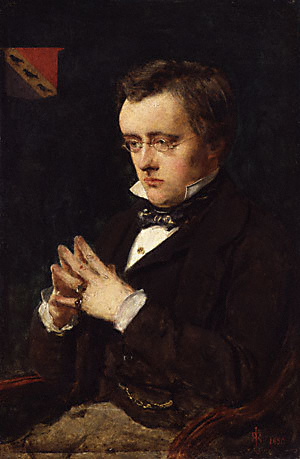
Wilkie Collins, 1850

## Biografia
Son pare era un pintor paisatgista, William Collins. A l'edat de 17 anys, va abandonar l'escola i va entrar d'aprenent en una empresa del negoci del te. Després de cinc anys, durant els quals va escriure la seua primera novel·la Iolani (no publicada fins a l'any 1999), va ingressar a la Lincoln's Inn amb l'objectiu d'estudiar dret: aconseguí el títol d'advocat l'any 1851. Després de la mort de son pare l'any 1847, Collins va publicar el seu primer llibre: Memòries i vida de William Collins, Esq., R. A. (1848) i va començar una carrera com a pintor; exposà a la Royal Academy Summer exhibition de 1849. Però va ser amb la publicació de la novel·la Antonina, l'any 1850, quan la seua carrera d'escriptor va començar seriosament.
El 1851, Collins va ser presentat a Charles Dickens per un amic comú, Augustus Egg. D'aquesta coneixença va nàixer una llarga amistat i col·laboració. Diverses novel·les de Collins van ser publicades en el setmanari de Dickens: All the Year Round, com a fulletons. Posteriorment, el mateix Charles Dickens va editar les novel·les de Collins.
Collins patia gota, i esdevingué dependent de l'opi (en forma de làudan) que prenia per tal d'alleugerir el dolor. En van resultar crisis de paranoia en què estava convençut de ser acaçat per Doppelgänger (el seu doble fantasmal)… La seua novel·la The Moonstone (La pedra lunar) descriu els efectes de l'opi i la seua dependència. Collins va admetre, després d'escriure aquesta novel·la, que el seu consum de làudan era tal que no se'n recordava d'haver escrit la major part de la novel·la.
Collins no es va casar, però va cohabitar amb una vídua (Mrs. Caroline Graves) i la seua filla, a partir de 1858.
Va ser pare legal de tres fills que va tenir amb una altra dona, Martha Rudd, que va conèixer després de deixar la relació amb Mrs. Graves l'any 1868. Mrs. Graves va tornar amb Collins dos anys més tard, i van continuar la seua relació fins a la mort de l'escriptor.
Està soterrat al cementeri Kensal Green de Londres. El seu epitafi l'identifica com l'autor de The Woman in White (La dama de blanc).

## La seua obra
Les seues obres van ser qualificades a l'època com «relats de sensació», un gènere precursor de la novel·la detectivesca i de la de misteri. En els seus relats, s'adverteix també una crítica perspicaç de la situació social i conjugal de les dones de l'època. Com molts altres escriptors del seu temps, va publicar la major part de les seues obres sota la forma de fulletons en revistes com ara All the Year Round de Charles Dickens, i fou reconegut com un mestre del gènere, que aconseguia mantenir l'interès del lector setmana rere setmana.
Va conèixer una desena d'anys de gran èxit, després de la publicació de La dama de blanc l'any 1859. La seua següent novel·la, la melodramàtica Armadale, va provocar un cert escàndol per la seua immoralitat, però va gaudir d'un bon èxit de vendes. La novel·la No Name (Sense nom) combina un tema social -la crítica sobre l'absurd de la llei respecte al seu tractament de les parelles no casades- amb una intriga digna d'un thriller. The Moonstone (La pedra lunar), publicada l'any 1868, pot ser considerada la primera novel·la detectivesca de la literatura anglesa.
The Woman in White i The Moonstone comparteixen una estructura narrativa inhabitual, semblen quasi novel·les epistolars, en les quals les diferents parts de la història són narrades per diferents narradors amb diferents (i fins i tot divergents) punts de vista.
Després de The Moonstone, Collins va anar abandonant els elements de misteri en benefici d'una major càrrega de crítica social. Els temes triats eren encara polèmics, o de "sensació", però la popularitat de l'escriptor va començar a declinar. Swimburne va dir: «Què és el que va portar el geni de Collins gairebé a la perdició? Certs dimonis van mormolar: Wilkie, busqueu-vos una missió!».

## Obres
- Antonina (1850)
- Basil (1852)
- Mr Wray's Cash Box (1852)
- Hide and Seek (1854)
- The Dead Secret (1856)
- “La dama de blanc” (The Woman in White, 1860)
- No Name (1862)
- Armadale (1866)
- The Moonstone (1868)
- Man and Wife (1870)
- Poor Miss Finch (1872)
- Miss or Mrs? (1873)
- The New Magdalen (1873)
- The Law and The Lady (1875)
- The Two Destinies (1876)
- The Haunted Hotel (1878)
- The Fallen Leaves (1879)
- A Rogue's Life (1879)
- My Lady's Money (1879)
- Jezebel's Daughter (1880)
- The Black Robe (1881)
- Heart and Science (1883)
- I Say No (1884)
- The Evil Genius (1886)
- The Guilty River (1886)
- The Legacy of Cain (1889)
- Blind Love (1889).